# Barraca de Cal Jaumetó
La barraca de Cal Jaumetó, o barraca G-38, o barraca Em-45, és una barraca de vinya situada al municipi de Subirats (Alt Penedès), uns metres a l'est de l'extrem urbanitzat d'Ordal.
És una construcció aixecada en pedra seca sobre superfície plana, de planta circular i forma troncocònica, de 2,50 m de diàmetre interior i una alçada màxima de 2,00 m. La construcció és de la tipologia de sostre de falsa volta, típic en aquestes edificacions (acostament de filades de pedra seca, sense cap mena de material d'unió, i amb una gran llosa per tapar el sostre). Hi ha una fornícula interior i la llinda de la porta és plana. Sobre la llinda hi ha un forat rectangular. El portal està orientat al sud-sud-est, té una alçada de 116 cm, una amplada de 53 cm i un gruix de 82 cm. El sostre presenta lliris plantats, les arrels del qual s'utilitzen per reforçar la unió de les pedres que conformen la cúpula de la barraca. Està adossada parcialment a un marge.
El 2024 va ser reparat el centre de la coberta caiguda, feina realitzada durant el transcurs del Camp de Treball Internacional de Joventut.
Els codis utilitzats en la denominació d'aquesta barraca procedeixen de dos estudis diferents que han intentat sistematitzar la informació sobre aquests elements arquitectònics al terme de Subirats. El primer codi (lletra + número) procedeix d'un estudi realitzat per Araceli Soler i Jaume Rovira. El segon codi (dues lletres + número) correspon a l'estudi realitzat per Crestabocs, Grup de Muntanya d'Ordal. Barraca de Cal Rebaixí, o de Cal Reveixí, és el nom popular. El nom de barraca de Cal Jaumetó és el nom popular.